# Duck Soup (musikgrupp)
Duck Soup är en dansk skagrupp från Köpenhamn, bildad i september 1981. Gruppen släppte sitt första och hitintills enda studioalbum Planet Ska 1998 på Sidekicks Records.

## Medlemmar
- René Dreyer
- Simon Holm
- Carsten Pedersen
- Clement Polixigis Hauptmann
- Jack Rothe
- H.C. Rørdam
- Jens Wennecke
- Jesper Zacher

## Diskografi

### Album
- 1998 - Planet Ska

### Singlar
- 1998 - This Is What They Say